# Naresh Kanodia
Naresh Kanodia (n. 20 august 1943, districtul Mehsana⁠(d), India Britanică, India – d. 27 octombrie 2020, Ahmedabad, Gujarat, India) a fost un muzician și actor de film Gujarati din Gujarat, India.

## Tinerețe
Naresh Kanodia s-a născut pe 20 august 1943, în satul Kanoda (acum în districtul Patan, Gujarat, India) într-o familie săracă. Tatăl său, Mithabhai Kanodia, lucra la moară.

## Carieră
A început să interpreteze ca dansator și cântăreț, împreună cu fratele său mai mare, Mahesh Kanodia. Cei doi au fost una dintre perechile muzicale artistice cu cel mai mare succes din industria de film Gujarati, fiind cunoscuți sub numele de Mahesh-Naresh. În timpul anilor 1980, el și fratele său au fost prima pereche Gujarati care a călătorit în străinătate și au interpretat ca artiști de scenă în locuri precum Africa, America și alte țări din Asia. Kanodia și-a început cariera de film cu Veli Ne Avya Phool (1970). În același an, a jucat și un rol minor în filmul Jigar and Ami. În total, a jucat în peste 100 de filme Gujarati.
Unele dintre filmele cele mai populare sunt Jog Sanjog, Kanku Ni Kimat, Laju Lakhan, Unchi Medina Uncha Mol, Raj Rajvan, Man Saibani Medie, Dhola Maru, Meru Malan, Maa Baap Ne Bhulsho Nahi, Rajveer. Cariera lui Naresh Kanodia s-a întins pe patru decenii, timp în care a lucrat cu multe actrițe, printre care Snehlata, Aruna Irani, Roma Manek. Naresh Kanodia, împreună cu Upendra Trivedi, Asrani, Kiran Kumar, reprezintă generația mai în vârstă a cinematografiei Gujarati, care a continuat să interpreteze în mai multe filme de succes în anii 1980 și 1990.  
Între anii 2002 și 2007, a deținut funcția de membru al Adunării Legislative Gujarat, reprezentând circumscripția Karjan.
O carte autobiografică a perechii de artiști a fost lansată în anul 2011, cu titlul Sauna Hridayma Hammesh: Mahesh-Naresh.

## Viață personală
S-a căsătorit Rima Kanodia și au avut doi fii, Hitu Kanodia și Suraj Kanodia. Hitu Kanodia este de asemenea actor și politician. Fratele său, Mahesh Kanodia, a fost muzician, cântăreț și om politic Gujarati.
A murit pe 27 octombrie 2020 la U. N. Mehta Institute of Cardiology and Research Centre în Ahmedabad din cauza complicațiilor cauzate de COVID-19, la doar două zile după fratele său mai mare Mahesh.

## Premii
Naresh Kanodia a primit Premiul Academiei Dadasaheb Phalke. Premiul a fost acordat la o ceremonie a avut loc în Mumbai, în 2012, pentru a marca centenarul cinematografiei indiene.

## Filmografie selectivă
- Akhand Chudalo (1980)
- Angne Vage Ruda Dhol
- Aanganiya Sajavo Raj
- Bap Dhamal Dikara Kamal
- Bhathiji Maharaj
- Beni Huto Barbar varse aaviyo
- Dhola Maru (1983)
- Daladu Lagyu Sayba Na Desh Ma (2002)
- Daladu Didhu Kartakna Melama
- Daldan Lidha Chori Raj
- Dholi (1982)
- Dholi Taro Dhol Waage
- Dewana Dushman (2014)
- Dodh Dahya (1983)
- Dukhada Khame E Dikari
- Govaliyo
- Garavo Gujarati
- Hal Bheru America
- Halo Aapna Malak Man
- Jode Rejo Raj
- Jog Sanjog
- Jugal Jodi (1982)
- Jagya Tyathi Sawaar (1981)
- Kadla Ni Jod
- Khodiyar Chhe Jogmaya
- Kanku Ni Kimat (1983)
- Kanto Vagyo Kadje
- Kesar Chandan
- Ladi Lakhni Saybo Sava Lakhno
- Laju Lakhan
- Lakhtar Ni Ladi Vilayat No Var
- Lohibhini Chundadi
- Maa Baap Ne Bhulsho Nahi
- Mane Vhalo Dikro, Dikrane Vhali Ma
- Man Saibani Medie
- Mane Rudiye Vala Bapa Sitaram
- Marad No Mandvo (1983)
- Mara Rudiye Rangana Tame Sajana
- Mare Todle Betho Mor
- Mari Laj Rakhje Vira
- Mehndi Rang Lagyo
- Meru Malan
- Meru Mulande
- Moti Verana Chokma
- Narmadane Kanthe
- Odhu To Odhu Tari Chundadi
- Palavade Bandhi Preet
- Pankhida O Pankhida
- Parbhav Ni Preet
- Paras Padamani
- Pardeshi Maniyaro
- Preetna Sogandh
- Preet Pangre chori chori
- Preet Sayaba Na Bhulay
- Prem Gori Taro Kem Kari Bhulay
- Patel Ni Patelai Ane Thakor Ni Khandani (2016)
- Radhiyali Rat
- Raj Kunvar
- Raj Rajvan
- Raj Ratna
- Rajveer
- Rudo Rabari
- Sharadpoonamni Rat
- Sherne Mathe Savasher
- Sathiya Puravo Raj
- Sajan Haiye Sambhare
- Sajan Tara Sambharna
- Sant Savaiyanath
- Savariya Lai De Ho Rangni Chudi
- Sayba mora
- Sorathno Savaj
- Tahuke Sajan Sambhre
- Tana Riri
- Tane Parki Manu Ke Manu Potani
- Tamere Champo ne ame kel
- Tejal Garasani
- Unchi Medina Uncha Mol
- Uncha Khoradani Khandani
- Ujali meraman
- Vanjari Vav
- Vagya Preetyuna Dhol
- Vagi Kalaje Katari Tara Premni (Guest Artist)
- Vat Vachan Ne Ver (1981)
- Vatno Katko
- Veli Ne Avya Phool
- Veer Bavavalo
- Tamere Champo ne ame ked
- Meru Mudande
- Kaydo
- Dhantya Open (2017)
- Zoolan Morali

Hindi
- Chhota Aadami (Hindi)

Rajasthani
- Dhola Maru (Rajasthani, Dubing Of Dholamaru)
- Biro Hove To Aiso (Rajasthani, Dubing Of Unchi Medina Uncha Mol)